# 出席督促書
出席督促書（しゅっせきとくそくしょ）とは、学校教育法施行令第21条などに則り、教育委員会が親に対して、児童の学校出席を催促するものである。

## 使用
2008年5月に新潟市教育委員会が13名の生徒の保護者に対してこれを渡した。教育委員会は「昨年末から、特定の地域を中心に、親の意思で通学させないケースが続出している」とし、新潟市立学校管理運営に関する規則第13条第2項により督促したという。